# Марионеточное государство
Марионе́точное госуда́рство (марионеточный режим) — оценочный термин, обозначающий государство, проводящее политику, в значительной степени диктуемую иностранной державой, но остающееся номинально независимым.
Статус, степень самостоятельности и полноты суверенитета государств, к которым применяется термин «марионеточное государство», может быть довольно разным. Международное право не признаёт оккупированные марионеточные государства легитимными.
Первое зарегистрированное использование термина «марионеточное правительство» относится к 1884 году в отношении хедивата Египта. Примером марионеточного режима является государство Маньчжоу-Го, созданное Японией в 1932 году .

## Особенности
Ситуация марионеточного государства может возникать в случае, когда существование государства зависит от внешней силы (более сильной державы), а правительство такого государства не столько выражает волю своего народа, сколько следует за этой внешней силой — в первую очередь в системе международных отношений, а также, возможно, и во внутренней политике; при этом формально государство является независимым, а указания иностранной державы не афишируются и остаются негласными. Ситуация марионеточного государства может возникать также в случае, когда правительство создаётся в условиях иностранной военной интервенции, фактически и создаётся и поддерживается военной силой другого государства, а страна по факту является оккупированной территорией.
Существование государства предполагает наличие территории, поэтому в ситуации, когда имеется зависимое от иностранного государства правительство, фактически не контролирующее территорию страны, как в случае правительства «Финляндской демократической республики», созданного СССР во время финской войны, применяется термин «марионеточное правительство».
Термин «марионеточное государство» используется как правило в применении к государствам позднего нового времени и новейшего времени. Также употребимы термины «государство-клиент», «государство-сателлит», хотя эти термины могут нести отдельный смысл. В англоязычной литературе термин «марионеточное государство» (puppet state) входит в употребление с середины XIX века, прежде всего, по отношению к Батавии. Для предыдущих исторических этапов используется термин вассальное государство.
Термин часто применяется в политической риторике, как негативная эмоциональная характеристика, подчёркивающая зависимость государства, метафора государства, как безвольной марионетки, которую внешние силы дёргают за нитки. Подразумевается, что подобное государство является не вполне законным.

## Исторические примеры

### XIX век
Первыми марионеточными государствами в современном понимании являлись «дочерние республики» Франции в период революционных и Наполеоновских войн: Батавская республика, установленная на территории Нидерландов, Цизальпинская республика и Лигурийская республика в Италии, Гельветическая республика в Швейцарии и другие. Одновременно с марионеточными республиками у Франции существовали зависимые государства в другом статусе — вассальные королевства и протектораты.

### Японская империя
В конце XIX и первой половине XX веков Японская империя взяла курс на построение в Юго-Восточной Азии так называемой «Великой восточнозиатской сферы сопроцветания» во главе с собой. Борьба за доминирование достигла апогея во время Второй мировой войны. В ходе этой борьбы был создан ряд марионеточных государств и правительств, основывая которые, Япония представляла себя цивилизующей силой и освободительницей народов Азии от колониального господства Британии и Франции. Примерами таких зависимых режимов являются:
- Маньчжоу-Го (1932—1945 гг.)[1][5][17][18], государство в Маньчжурии, формально возглавляемое последним императором маньчжурской династии Цин. Фактически реальная власть находилась в руках японских советников. На территории Маньчжоу-Го располагались значительные силы Квантунской армии.
- Временное правительство свободной Индии (1943—1945 гг.)[2], основанное в Сингапуре после захвата Японией, управлялось экспатриантами из Индии и японскими военными, контролировало незначительную часть территории Британской Индии.

К числу других неосуществлённых проектов относилось создание независимой Индонезии (тогда называемой Голландской Индии).

### Нацистская Германия
Часто марионеточными режимами называют всех союзников Германии во Второй мировой войне. Аргументом в пользу такого взгляда является тот факт, что Германия стремилась ограничить самостоятельные контакты между своими союзниками и поставить их отношения под свой контроль. Существует также точка зрения, что применение термина «марионеточное государство» при любой степени зависимости от более сильной державы (в контексте Второй мировой войны — прежде всего от Германии и Японии) является эмоциональной негативной оценкой, и применять этот термин следует только к государствам, которые формально признаются самостоятельным, но полностью лишены возможности проводить независимую политику, как внешнюю, так и внутреннюю. Такие государства отличаются от колоний только декларированием независимости. Примерами режимов разной степени зависимости от Германии являются:
- Рейхспротекторат Богемии и Моравии[2] — создан Германией в 1939 году после раздела Чехословакии.
- Итальянская социальная республика[2] — государство на оккупированной нацистской Германией территории северной Италии. Просуществовала с 1943 года по 1945 год.
- Независимое государство Хорватия
- Словацкая республика (1939-1945)
- Правительство национального единства (Венгрия)
- Режим Виши
- иногда к марионеточным режимам (без признаков государства) относят так называемую Локотскую республику, то есть Локотское самоуправление[19][20] — созданное немецкими властями и коллаборационистами административно-территориальное образование на части территории Брянской, Орловской и Курской областей СССР, оккупированных нацистской Германией, существовавшее с ноября 1941 года по август 1943 года.

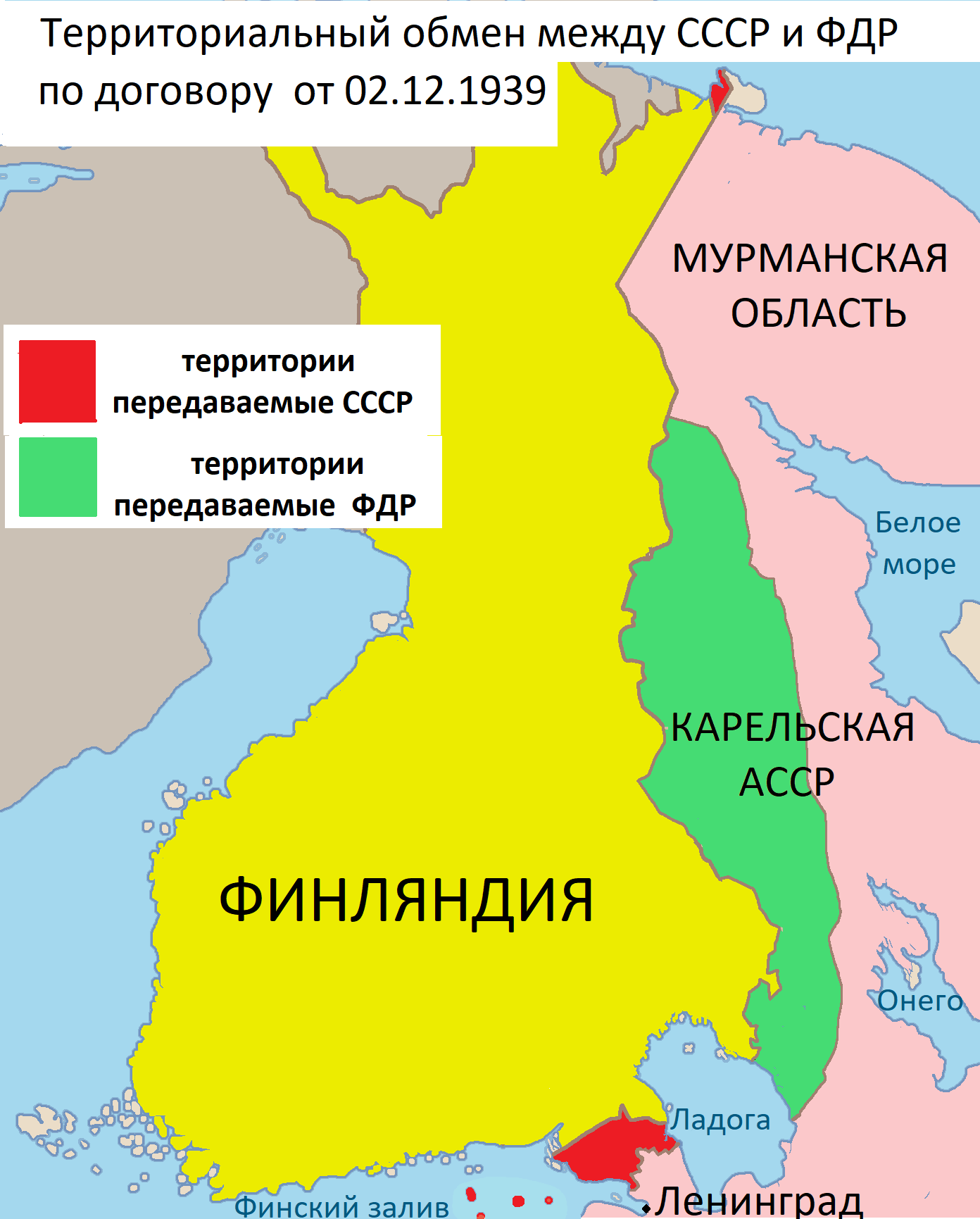
Карта Финляндской Демократической Республики (1939-40)

### Советская Россия и СССР
Примерами режимов разной степени зависимости от Советской России и СССР являются:
- Дальневосточная республика (1920—1922 гг.)[21]. Основана как буферное государство между Советской Россией и территорией на Дальнем Востоке, оккупированной войсками Японии. Фактически управлялось совнаркомом РСФСР и ЦК РКП(б), армия республики руководствовалась директивами реввоенсовета РСФСР, хотя республика декларировалось как независимое государство, верховная власть в котором «принадлежит народу Дальнего Востока и только ему»[22].
- Финляндская Демократическая Республика (1939—1940 гг.)[23]. Провозглашённая республика примечательна тем, что не имела своей территории и населения (границы предполагалось обозначить после разгрома армии Маннергейма). Однако она имела своё правительство во главе с Отто Куусиненом и свою армию (Финская народная армия).
- Демократическая Республика Азербайджан (ноябрь 1945 — ноябрь 1946 года) — государство, созданное при участии СССР в северном Иране[24] (Южный Азербайджан).
- Демократическая Республика Афганистан (1978—1992 гг., с 1987 г. — под названием «Республика Афганистан»)[1][25][26][27][28]. СССР вмешался в гражданскую войну в стране, введя войска, свергнув действующего премьер-министра Амина и приведя к власти лояльного к СССР Кармаля.

### США
Примерами режимов разной степени зависимости от США являются:
- Южный Вьетнам[29][30] — распространённое в литературе наименование сменявших друг друга государств, существовавших в 1954—1976 гг. (фактически до 1975 г.) в части современного Вьетнама южнее 17 параллели (р. Бенхай);
- Временная коалиционная администрация Ирака[29].

### Южноафриканские бантустаны
Примером марионеточных режимов являлись так называемые бантустаны (или «национальные очаги», англ. homeland), созданные на территории ЮАР во время апартеида в соответствии с «Законом о самоуправлении банту» (под банту понималось всё чернокожее население ЮАР). Они считались национальными самоуправляемыми автономиями, четыре бантустана формально получили независимость, не признанную, однако, международным сообществом. После краха апартеида все бантустаны были включены в состав ЮАР.
Основные причины, по которым бантустаны считаются марионеточными режимами, следующие. Всё чернокожее население, составлявшее большинство в ЮАР, было приписано к различным бантустанам, получившим, однако, небольшую территорию. Чернокожие были лишены гражданства ЮАР, получив вместо него гражданство соответствующего бантустана. В таких условиях они оказались на основной территории ЮАР на правах иностранной рабочей силы, ограниченной в перемещениях и не участвующей в политической системе.
В современной политике слово «бантустан» является нарицательным и обозначает отсталое марионеточное государство, основанное по этническому принципу.

### Россия
В 2014 году в ходе пророссийских протестов на территории Донецкой и Луганской областей Украины были созданы Донецкая Народная Республика (ДНР) и Луганская Народная Республика (ЛНР). В последовавшей войне в Донбассе Россия поддерживала их, при этом отрицая своё участие. Некоторые источники называют ДНР и ЛНР марионеточными государствам. Другие источники считают этот термин анахроничным и используют взамен термин «государства де-факто» (англ. de facto states).
В феврале 2022 года ДНР и ЛНР были признаны Россией в качестве независимых государств, после чего последовало полномасштабное вторжение на территорию Украины. В сентябре-октябре 2022 года Россия аннексировала ДНР и ЛНР, официально включив их в свой состав в качестве субъектов РФ.

## Современные примеры

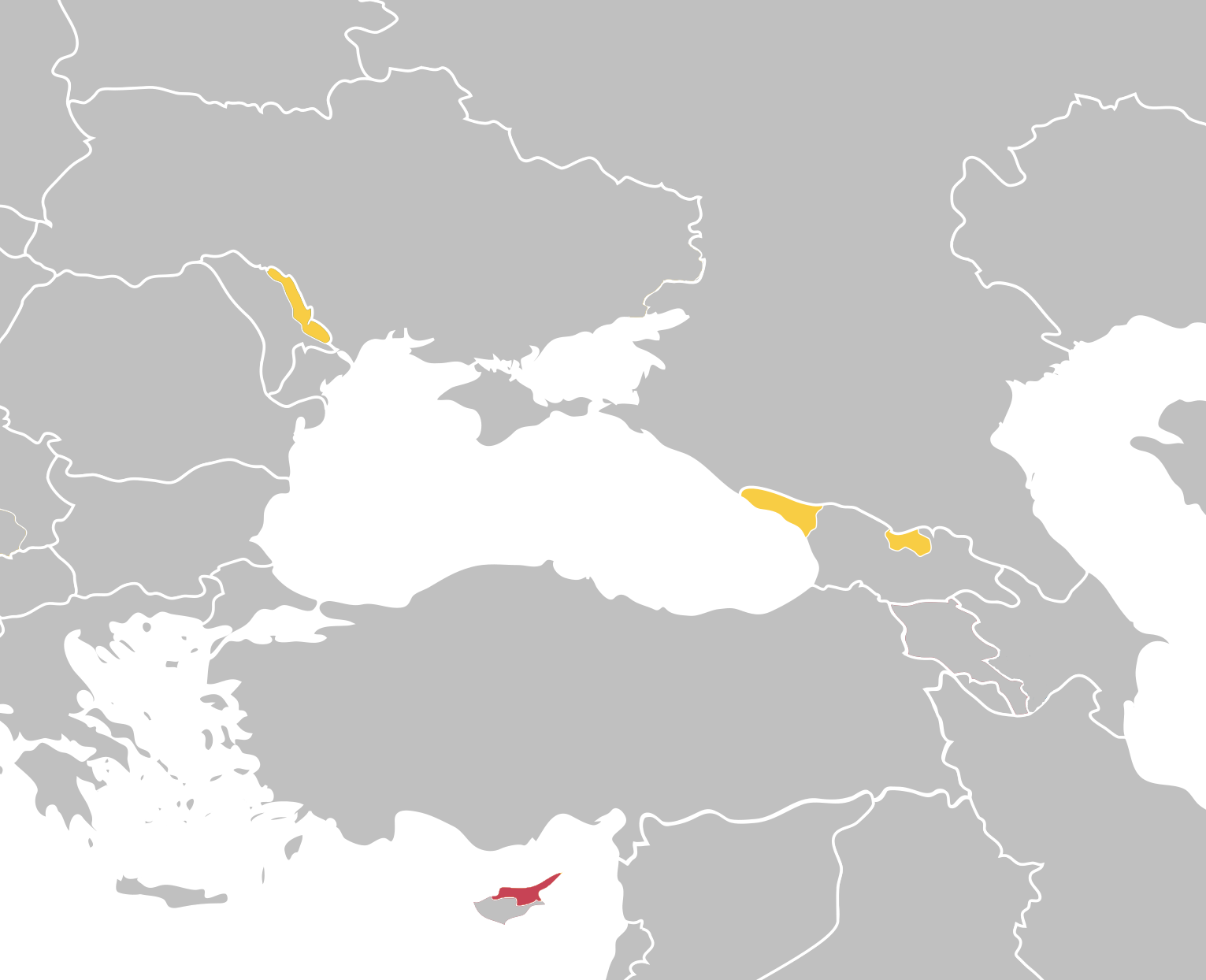
Современные государственные образования в Европе, которые выделяются некоторыми экспертами в качестве марионеточных государств:
Российские
Турецкое

Некоторыми специалистами следующие непризнанные или частично признанные государственные образования, созданные на территориях, международно признанных в качестве территорий других стран, и находящиеся под сильным влиянием третьих стран, выделяются как марионеточные государства.
- Российские:
  - Приднестровская Молдавская Республика[40] (с 1990 года на территории Молдовы)
  - Южная Осетия[40] (с 1991 года на территории Грузии)
  - Республика Абхазия[40] (с 1992 года на территории Грузии)
- Турецкая Республика Северного Кипра[40] (с 1974 года на территории Кипра)

Другие специалисты считают такой термин анахроничным и используют взамен термин «государства де-факто» (англ. de facto states).